# Parque Nacional MacDonnell Oeste
O Parque Nacional MacDonnell Oeste, é um parque nacional australiano no Território do Norte, localizado a oeste de Alice Springs e 1234 km ao sul de Darwin, que é a capital do território. Estende-se ao longo da Cordilheira MacDonnell, a oeste de Alice Springs.